# MF Mikołaj Kopernik
MF Mikołaj Kopernik – polski prom kolejowo-samochodowy typu Ro-ro, zbudowany w 1974 w stoczni Trosvik (Brevik, Norwegia).
Ładowność: 30 towarowych wagonów kolejowych (4 tory kolejowe o łącznej długości 308 m) i 17 ciężarówek, bądź 47 ciężarówek.

## Historia i rejsy
Od 1 lipca 1974 do 2 kwietnia 2008 obsługiwał trasę Świnoujście – Ystad. Początkowo wchodził w skład floty Polskich Linii Oceanicznych, a od 1991 przeszedł do powstałej na bazie PLO Euroafrica; od 1995 operatorem jednostki był Unity Line. Jednostka bliźniacza promu Jan Heweliusz. Od maja 2007 pływał w czarterze PKP Cargo. MF Mikołaj Kopernik został sprzedany w czerwcu 2008, jako MF Harput pod turecką banderą.
Euroafrica zakupiła na tę linię nieco nowszy, nowocześniejszy i większy prom, ochrzczony jako MF Kopernik (ex. Rostock, Star Wind, Vironia). Od 2005 prom pływał na linii Sillamäe – Kotka u armatora Baltic Scandinavian Lines.